# Su Bingtian
Su Bingtian (chiń. 苏炳添; ur. 29 sierpnia 1989 w Kantonie) – chiński lekkoatleta, sprinter.

## Osiągnięcia
| Rok  | Impreza                    | Miejsce        | Konkurencja        | Lokata     | Wynik |
| ---- | -------------------------- | -------------- | ------------------ | ---------- | ----- |
| 2009 | Halowe igrzyska azjatyckie | Hanoi          | bieg na 60 m       | 1. miejsce | 6,65  |
| 2009 | Igrzyska Azji Wschodniej   | Hongkong       | bieg na 100 m      | 1. miejsce | 10,33 |
| 2009 | Igrzyska Azji Wschodniej   | Hongkong       | sztafeta 4 × 100 m | 3. miejsce | 39,86 |
| 2010 | Igrzyska azjatyckie        | Kanton         | sztafeta 4 × 100 m | 1. miejsce | 38,78 |
| 2011 | Mistrzostwa Azji           | Kobe           | bieg na 100 m      | 1. miejsce | 10,21 |
| 2011 | Mistrzostwa Azji           | Kobe           | sztafeta 4 × 100 m | 4. miejsce | 39,33 |
| 2011 | Uniwersjada                | Shenzhen       | bieg na 100 m      | 3. miejsce | 10,27 |
| 2011 | Mistrzostwa świata         | Daegu          | sztafeta 4 × 100 m | eliminacje | 38,87 |
| 2012 | Halowe mistrzostwa świata  | Stambuł        | bieg na 60 m       | półfinał   | 6,74  |
| 2012 | Igrzyska olimpijskie       | Londyn         | bieg na 100 m      | półfinał   | 10,28 |
| 2012 | Igrzyska olimpijskie       | Londyn         | sztafeta 4 × 100 m | eliminacje | 38,38 |
| 2013 | Mistrzostwa Azji           | Pune           | bieg na 100 m      | 1. miejsce | 10,17 |
| 2013 | Mistrzostwa Azji           | Pune           | sztafeta 4 × 100 m | 3. miejsce | 39,17 |
| 2013 | Mistrzostwa świata         | Moskwa         | bieg na 100 m      | półfinał   | DQ    |
| 2013 | Mistrzostwa świata         | Moskwa         | sztafeta 4 × 100 m | eliminacje | 38,95 |
| 2013 | Igrzyska Azji Wschodniej   | Tiencin        | bieg na 100 m      | 1. miejsce | 10,31 |
| 2013 | Igrzyska Azji Wschodniej   | Tiencin        | sztafeta 4 × 100 m | 3. miejsce | 39,19 |
| 2014 | Halowe mistrzostwa świata  | Sopot          | bieg na 60 m       | 4. miejsce | 6,52  |
| 2014 | Igrzyska azjatyckie        | Inczon         | bieg na 100 m      | 2. miejsce | 10,10 |
| 2014 | Igrzyska azjatyckie        | Inczon         | sztafeta 4 × 100 m | 1. miejsce | 37,99 |
| 2015 | Mistrzostwa Azji           | Wuhan          | sztafeta 4 × 100 m | 1. miejsce | 39,04 |
| 2015 | Mistrzostwa świata         | Pekin          | bieg na 100 m      | 9. miejsce | 10,06 |
| 2015 | Mistrzostwa świata         | Pekin          | sztafeta 4 × 100 m | 2. miejsce | 38,01 |
| 2016 | Halowe mistrzostwa świata  | Portland       | bieg na 60 m       | 5. miejsce | 6,54  |
| 2016 | Igrzyska olimpijskie       | Rio de Janeiro | bieg na 100 m      | półfinał   | 10,08 |
| 2016 | Igrzyska olimpijskie       | Rio de Janeiro | sztafeta 4 × 100 m | 4. miejsce | 37,90 |
| 2017 | IAAF World Relays          | Nassau         | sztafeta 4 × 100 m | 3. miejsce | 39,22 |
| 2017 | Mistrzostwa świata         | Londyn         | bieg na 100 m      | 8. miejsce | 10,27 |
| 2017 | Mistrzostwa świata         | Londyn         | sztafeta 4 × 100 m | 4. miejsce | 38,34 |
| 2018 | Halowe mistrzostwa świata  | Birmingham     | bieg na 60 m       | 2. miejsce | 6,42  |
| 2018 | Igrzyska azjatyckie        | Dżakarta       | bieg na 100 m      | 1. miejsce | 9,92  |
| 2018 | Igrzyska azjatyckie        | Dżakarta       | sztafeta 4 × 100 m | 3. miejsce | 38,89 |
| 2018 | Puchar Interkontynentalny  | Ostrawa        | bieg na 100 m      | 2. miejsce | 10,03 |
| 2019 | Mistrzostwa świata         | Doha           | bieg na 100 m      | półfinał   | 10,23 |
| 2019 | Mistrzostwa świata         | Doha           | sztafeta 4 × 100 m | 6. miejsce | 38,07 |
| 2021 | Igrzyska olimpijskie       | Tokio          | sztafeta 4 × 100 m | 3. miejsce | 37,79 |
| 2022 | Mistrzostwa świata         | Eugene         | bieg na 100 m      | półfinał   | 10,30 |
| 2022 | Mistrzostwa świata         | Eugene         | sztafeta 4 × 100 m | eliminacje | 38,83 |

## Rekordy życiowe
- bieg na 100 metrów – 9,83 (2021) rekord Azji
- bieg na 60 metrów (hala) – 6,42 (2018) halowy rekord Azji

Wielokrotny rekordzista kraju w sztafecie 4 × 100 metrów (w tym aktualny rekord Chin – 37,79 z 2019).